# Alfa Comae Berenices
Alfa Comae Berenices (α Com, Diadem) – druga co do jasności gwiazda w gwiazdozbiorze Warkocza Bereniki, po Beta Comae Berenices. Jest odległa od Słońca o ok. 58 lat świetlnych.

## Nazwa
Gwiazda ta ma nazwę własną Diadem, która oznacza ozdobę noszoną na głowie, w odróżnieniu od wielu innych nazw gwiazd nie wywodzi się ze starożytności i ma nieznane pochodzenie. Międzynarodowa Unia Astronomiczna zatwierdziła użycie nazwy Diadem dla określenia tej gwiazdy.

## Charakterystyka
Diadem to para bardzo podobnych gwiazd, żółtobiałych karłów należących do typu widmowego F. Temperatury ich powierzchni to około 6500 K, nieco więcej niż temperatura fotosfery Słońca, są one od niego około 2,5 raza jaśniejsze i mają masy około 1,25 masy Słońca. Co najmniej jedna z gwiazd jest aktywna magnetycznie, co wiąże się z jej szybkim obrotem (okres obrotu to 3 doby). Gwiazdy w przyszłości staną się parą olbrzymów, a następnie zakończą życie jako podwójny biały karzeł.
Z Ziemi układ jest obserwowany niemal w płaszczyźnie orbit składników, choć niewielkie odchylenie (0,1°) wystarczy, aby nie była to gwiazda zmienna zaćmieniowa. Okrążają one wspólny środek masy w okresie 25,85 lat. Gdy są one obserwowane w maksymalnym oddaleniu, dzieli je mniej niż sekunda kątowa (0,6″ w 1827), a w największym zbliżeniu są niemożliwe do rozdzielenia przez teleskop. W przestrzeni dzieli je średnio 12 au, a mimośród orbit sprawia, że dystans ten zmienia się od 6 do 19 au. Składniki mają obserwowaną wielkość gwiazdową 4,85 i 5,53m. Parze Alfa Comae Berenices AB towarzyszy na niebie także słaby optyczny towarzysz, gwiazda o wielkości 11,45m odległa o 84,8″ (pomiar z 2014 r.), która ma jednak inny ruch własny.